# Université Lúrio
L'université Lúrio (en portugais : Universidade Lúrio ou UniLúrio) est une université publique située à Nampula au Mozambique.